# Carlos Casamiquela
Carlos Horacio Casamiquela (Viedma, 9 giugno 1948 – 12 settembre 2020) è stato un politico e ingegnere argentino, ministro dell'Agricoltura dal 2013 al 2015 durante il governo di Cristina Fernández de Kirchner.
Casamiquela è morto nel settembre del 2020 all'età di 72 anni, vittima di complicazioni da COVID-19.